# Marulanda (kommun)
Marulanda är en kommun i Colombia.   Den ligger i departementet Caldas, i den centrala delen av landet, 150 km väster om huvudstaden Bogotá. Antalet invånare är 3 489.